# Шаханга, Альфредо
Альфредо Шаханга — танзанийский легкоатлет, бегун на длинные дистанции.
Выступал на чемпионате мира 1991 года в марафоне, однако не смог завершить дистанцию.

## Карьера
Впервые на старт марафона вышел в 1986 году в Нью-Йорке. Его брат Гидамис Шаханга также был легкоатлетом.

## Достижения
- Победитель Венского марафона 1989 года — 2:10.28
- Победитель Берлинского марафона 1989 года — 2:10.11
- 4-е место на Гамбургском марафоне 1990 года — 2:13.17[3]
- Победитель пробега BIG 25 1990 года
- 10-е место на Берлинском марафоне 1990 года — 2:13.29[3]
- 6-е место на Лондонском марафоне 1991 года — 2:11.20[4]
- 4-е место на Берлинском марафоне 1993 года[5] — 2:12.24